# ჱ
ჱ（グルジア語: ეიまたはეჲ、/ɛɪ/。別読み ჰე、/hɛ/）は、グルジア文字の8番目の文字であったが、19世紀のイリア・チャヴチャヴァゼなどによる正書法改革により廃止された。8番目の文字であったため、「ე-მერვეს」（8番目のე）と呼ばれることもある。

## 使用
古ジョージア語では二重母音の[eɪ]を表す。記数法では数値8を表す。
ジョージア語では廃止となっているが、ジョージア国内のスヴァン語では非円唇前舌半狭母音の長母音[eː]を表す。
ラテン文字化では「Ē」または「Ey」と記す、文字を指す場合は「He」と記す。
廃止された以降、この文字はまず「ეჲ」と書き換えられ、現在は「ე」（もしくは「ეი」）と書かれる（ქრისტჱ → ქრისტეჲ → ქრისტე、მთვარჱ → მთვარეჲ → მთვარეなど）。

## 字形
| アソムタヴルリ | ヌスフリ | ムヘドルリ | ムタヴルリ |
| -------------- | -------- | ---------- | ---------- |
|                |          |            |            |

## 符号位置
| 文字 | Unicode | JIS X 0213 | 文字参照          | 備考           |
| ---- | ------- | ---------- | ----------------- | -------------- |
| Ⴡ    | U+10C1  | -          | &#x10C1; &#4289;  | アソムタヴルリ |
| ⴡ    | U+2D21  | -          | &#x2D21; &#11553; | ヌスフリ       |
| Ჱ    | U+1CB1  | -          | &#x1CB1; &#7345;  | ムタヴルリ     |
| ჱ    | U+10F1  | -          | &#x10F1; &#4337;  | ムヘドルリ     |